# Gravedad Tensor–vector–escalar (TeVeS)
Gravedad Tensor–vector–escalar (TeVeS), desarrollada por Jacob Bekenstein en 2004, es una generalización relativista del paradigma Dinámica Newtoniana Modificada (MOND) de Mordehai Milgrom.
Las características principales de TeVeS puede ser resumidas como sigue:
- Como es derivada del principio de acción, TeVeS respeta las leyes de conservación;
- En la aproximación de campo débil de la simetría esférica, una solución estática , TeVeS reproduce la fórmula de MOND;
- TeVeS evita los problemas de intentos previos para generalizar MOND, como la propagación superluminal;
- Como es una teoría relativista se pueda explicar las Lentes gravitacionales.

La teoría está basada en los ingredientes siguientes:
- Un campo de vector único;
- Un campo escalar dinámico;
- Un campo escalar no-dinámico;
- Un lagrangiano construido utilizando la alternativa métrica;
- Una función sin dimensión arbitraria.

Estos componentes están combinados en una densidad lagrangiana relativista, la cual forma la base de la teoría TeVeS.

## Lectura más lejana
- Bekenstein, J. D.; Sanders, R. H. (Bekenstein, J. D.; Sanders, R. H. (2006), «A Primer to Relativistic MOND Theory», EAS Publications Series 20: 225-230, Bibcode:2006EAS....20..225B, doi:10.1051/eas:2006075.06), "Un Primer a Relativista MOND Teoría", , 20: 225@–230, Bibcode:2006EAS....20..225B, arXiv:astro-ph/0509519 , doi:10.1051/eas:2006075
- Zhao, H. S.; Famaey, B. (2006), "Refinado el MOND Interpolating Función y TeVeS lagrangiano", Zhao, H. S.; Famaey, B. (2006), «Refining the MOND Interpolating Function and TeVeS Lagrangian», The Astrophysical Journal 638 (1): L9-L12, Bibcode:2006ApJ...638L...9Z, doi:10.1086/500805.,  (1): L9@–L12, Bibcode:2006ApJ...638L...9Z, arXiv:astro-ph/0512425 , doi:10.1086/500805
- El asunto oscuro Observado (SLAC Hoy)
- La teoría de Einstein 'Mejorado'? (PPARC)
- Einstein Era Bien: la relatividad General Confirmada ' TeVeS, aun así, hizo predicciones que cayó fuera del error observacional limita', (Space.com)

- Datos: Q673834